# Nowhere (игра)
Nowhere — компьютерная игра в жанре survival horror, разработанная компанией DeValley и изданная In-Fusio. Релиз состоялся в 2008 году на Java Platform, Micro Edition.

## Сюжет
5 июля 1993 года. Обнаружены 3 новые жертвы землетрясения - тела 30-и летнего Джона и 28-и летней Софии были найдены под развалинами их квартир. Они были обнаружены их соседкой, Эмили Стэнфорд. Третью жертву дня тоже звали Эмили.
1994 год. Лукас провёл со своей соседкой Кэтрин приятный вечер. Она спрашивает Лукаса о девушке по имени Эмили из номера "203", Лукас вспоминает грустные события из прошлого, и говорит что так звали его жену, погибшую год назад. Кэтрин и Лукас договариваются о следующей встрече и расходятся по квартирам.
Джон приходит в себя, находясь в хижине посреди леса. В здании Джон обнаруживает дневник хозяина хижины:

Понедельник, 10 октября: Я нашёл человека в лесу, я принёс его домой.
 Вторник, 11 октября: Человек всё ещё без сознания. Он красивый, когда спит.
Пройдя через лес, Джон добирается до кафе "Глаз Джека", где встречает официантку Софию. Джон рассказывает ей, что уснул за рулём своей машины и попал в аварию, после чего его кто-то отнёс в свой дом. Большинство людей уехало после первого землетрясения, кроме журналиста и доктора. Джон заходит в туалет и обнаруживает ключ в одном из писсуаров, но вернувшись он замечает пропажу Софии.

## Игровой процесс
Внешне игра похожа на компьютерную ролевую игру с видом сверху и представляет собой квест, где от игрока требуется дойти до определённого места, иногда решая головоломки с передвижением ящиков. При игре за Лукаса и при первом пробуждении Джона игра представляет собой интерактивные катсцены, где персонаж не имеет возможности погибнуть от неправильных действий. Однако, после того как Джон просыпается второй раз, в игровом мире появляются монстры, предметы и кусты, внешне похожие на главного героя. Часть монстров можно обойти в тени, либо пробежать мимо них. У героя появляется инвентарь, где показывается количество предметов, оружие и ключи, а также здоровье, обозначаемое цветом рамки вокруг портрета Джона. После гибели игра начнётся с самого сначала, сообщая о смерти Джона и Софии. Также в игре есть возможность сохранить свой прогресс в любой момент, но при загрузке игрок всегда будет появляться в определённом месте, зависящем от продвижения по сюжету. Во многом игровой процесс напоминает MSX-версию игры Metal Gear.

## Восприятие
Кит Эндрю из Pocket Gamer поставил игре 3,5 звезды из 5.